# Melissa Rosenberg
Melissa Anne Rosenberg (Marin megye, Kalifornia, 1962. augusztus 28. –) amerikai forgatókönyvíró. Számos televíziós sorozat és mozifilm forgatókönyvét írta, kétszer jelölték Emmy-díjra, kétszer Writers Guild of America-díjra és elnyerte a Peabody-díjat. Az Amerikai Írók Szervezetének igazgatósági tagja, a 2007–2008-as sztrájk egyik szervezője, A Hollywoodi Írónők Ligájának társalapítója.
A kaliforniai Marin megyében nőtt fel, tánc és színházi tanulmányokat folytatott a vermonti Bennington Főiskolán, de úgy döntött, inkább filmezéssel szeretne foglalkozni, ezért elvégezte a Dél-kaliforniai Egyetem film és televíziós producer szakát. 2006-ban a Step up című mozifilm forgatókönyvét írta, ugyanebben az évben kezdett el dolgozni a Dexter című Showtime-sorozat stábjával. A Stephenie Meyer regényein alapuló Alkonyat-filmsorozat forgatókönyveit is ő írta.
Férje Lev L. Spiro tévéfilm-rendező, akivel Los Angelesben él.

## Élete
Rosenberg a kaliforniai Marin megyében született és nőtt fel. Édesapja Jack Lee Rosenberg pszichoterapeuta, édesanyja, Patricia Rosenberg ügyvéd volt, Melissa tinédzser volt, mikor meghalt. Édesapja kétszer nősült újra. Rosenbergnek három testvére van, Andrea (1960), Erik és K. C. Rosenberg (1963, ikrek), valamint Mariya (1981), aki apja második házasságából született. Édesapja zsidó származású, édesanyja ír katolikus volt. Kaliforniában járt középiskolába, majd egy New York-i színtársulattal dolgozott, mielőtt a vermonti Bennington főiskolára ment. Eredetileg táncot és koreográfiát akart tanulni, ami „első szerelme volt”. Később azonban úgy döntött, inkább a filmiparban helyezkedik el, így a Dél-Kaliforniai Egyetem film és televíziós producer szakán végzett.